# Condado de Little River (Arkansas)
El condado de Little River (en inglés: Little River County), fundado en 1867, es un condado del estado estadounidense de Arkansas. En el año 2000 tenía una población de 13 628 habitantes con una densidad poblacional de 9.9 personas por km². La sede del condado es Ashdown.

## Geografía
Según la Oficina del Censo, el condado tiene un área total de 1463 km² (564,9 mi²), de la cual 1378 km² (532 mi²) es tierra y 85 km² (32,8 mi²) es agua.

### Condados adyacentes
- Condado de Sevier (norte)
- Condado de Howard (noreste)
- Condado Hempstead (este)
- Condado de Miller  (sureste)
- Condado de Bowie, Texas (sur)
- Condado de McCurtain, Oklahoma (oeste)

### Ciudades y pueblos
- Ashdown
- Foreman
- Ogden
- Wilton
- Winthrop

## Mayores autopistas
- U.S. Highway 59/U.S. Highway 71
- Carretera 32
- Carretera 41
- Carretera 108